# Le Cerneux-Péquignot
Le Cerneux-Péquignot (/lə sɛʀnø pekiɲɔ/ ou /lə sɛʀnə pekiɲɔ/) est une commune suisse du canton de Neuchâtel, située dans la région Montagnes.

## Géographie

Vue aérienne (1950)

Le Cerneux-Péquignot mesure 15,67 km2. 2,9 % de cette superficie correspond à des surfaces d'habitat ou d'infrastructure, 55 % à des surfaces agricoles, 40,5 % à des surfaces boisées et 1,6 % à des surfaces improductives.
La commune est limitrophe du Locle, La Chaux-du-Milieu et La Brévine, ainsi que de la France.
| Montlebon ( France)            | Villers-le-Lac ( France) | Le Locle           |
| Grand-Combe-Châteleu ( France) | du Cerneux-Péquignot     |                    |
| La Brévine                     |                          | La Chaux-du-Milieu |

## Toponymie
La première partie du toponyme Le Cerneux-Péquignot (/lə sɛʀnø pekiɲɔ/ ou /lə sɛʀnə pekiɲɔ/) dérive du latin circĭnāre (cerner, enlever l’écorce des arbres) ou directement du verbe cerner, suivi d'un suffixe exprimant la petitesse. Elle signifie « pâturage d’été ou de montagne, pâturage entouré d’une clôture ou d’un mur ».
La seconde partie correspond au nom de famille des défricheurs ou propriétaires de la clairière, les Péquignot de Montlebon.

## Histoire
Alors que Le Cerneux-Péquignot, rattaché au Val de Morteau, avait fait partie de la Franche-Comté et donc appartenu à la France depuis 1678, le village est cédé à la Principauté de Neuchâtel (alors prussienne) par le traité de Paris du 30 mai 1814. La pose des bornes frontières n'interviendra qu'en 1819, une convention du 1er février semblant avoir définitivement fixé le détail du tracé de la frontière entre la France et le nouveau canton de Neuchâtel.
Catholiques dans un environnement protestant, les habitants restent longtemps attachés à la France -ainsi peut-on interpréter l'érection en 1866 d'une statue de la Vierge au Gardot, à deux pas de la frontière internationale.

## Population

### Gentilé
Les habitants de la commune se nomment les Cerneux ou les Cerneuniers.

### Démographie
La commune compte 325 habitants au 31 décembre 2022, pour une densité de population de 21 hab/km2.
Le graphique suivant résume l'évolution de la population de Le Cerneux-Péquignot entre 1850 et 2008 :